# 대전샘머리초등학교
대전샘머리초등학교는 대한민국 대전광역시 서구에 있는 초등학교이다. 샘머리 아파트가 학교를 감싸고있다.

## 학교 연혁
- 1998.09.01. 대전원천초등학교 개교(28학급), 병설유치원2학급
- 1999.03.01. 대전샘머리초등학교로 교명 변경(36학급)
- 1999.03.01.~2001.02.28. 교육부지정 새 학교 문화창조 시범학교 운영
- 2011.03.01. 49학급 편성(특수학급 1학급 신설)
- 2014.09.29. 학교스포츠클럽대회 스피드 2중 뛰기 1위(대전광역시교육감)
- 2014.11.01. 『나의 드림노트』공모 표창(서부교육지원청교육장)
- 2014.11.24. 방과후 TOP-School경진대회 우수학교 표창(대전광역시교육감)
- 2014.12.31. 독서교육 TOP 리딩스쿨 우수학교  표창(대전광역시교육감)
- 2014.12.31. 인성교육브랜드 우수학교 표창(대전광역시교육감)
- 2015.02.15. 제17회 졸업식(226명, 총 4,921명)
- 2015.03.01. 44학급(특수학급 1학급), 병설유치원 1학급

## 학교 동문
1단지,2단지 문,(1단지 뒷문 이제 이용 가능)

## 참고 자료
- 대전샘머리초등학교 - 한국교육학술정보원 학교알리미